# Melicope timorensis
Melicope timorensis är en vinruteväxtart som beskrevs av Thomas Gordon Hartley. Melicope timorensis ingår i släktet Melicope och familjen vinruteväxter. Inga underarter finns listade i Catalogue of Life.